# Alphonse III (roi de Portugal)
Pour les articles homonymes, voir Alphonse III.
Alphonse III de Portugal, né à Coimbra le 5 mai 1210 et mort le 16 février 1279 dans la même ville est roi de Portugal de 1248 à 1279 et Comte de Boulogne (jure uxoris) de 1235 à 1248, par son mariage avec la comtesse Mathilde II de Boulogne ,.

## Biographie

### Jeunesse

#### Prince portugais puis Comte de Boulogne
Né le 5 mai 1210, il est le second fils du roi Alphonse II et de son épouse Urraque de Castille. Il n'est pas destiné à hériter du trône de Portugal, dévolu à son frère aîné, Sanche ,. À l'âge de 18 ans, il accompagne sa sœur qui est promise au roi Valdemar le Jeune et rejoint ensuite en France sa tante, Blanche de Castille. Il s'y distingue en tant que chevalier, participant notamment au siège de Saintes .
Il vit principalement en France, où il épouse la comtesse Mathilde de Dammartin en 1235, devenant ainsi comte de Boulogne de jure uxoris . Cependant, en 1245, les conflits entre Sanche II et l'Église s'aggravent au point que le pape Innocent IV donne l'ordre de remplacer le roi par le comte de Boulogne . Alphonse accepte l'ordre du pape et retourne au Portugal.

#### Guerre civile portugaise (1245-1247)
La Guerre civile ou la Révolution de 1245 , est un conflit entre le roi Sanche II de Portugal et son frère Alphonse, comte de Boulogne, au sujet du Trône portugais. 
Les racines de la crise remontent au règne d'Aphonse II de Portugal .  Le roi s'efforce de centraliser le pouvoir, suscitant l'opposition d'une partie de la noblesse et du clergé, dont les privilèges s'affaiblissent . 
À la mort d'Alphonse II , la faction opposée à sa centralisation gagne en influence . Le nouveau roi, Sanche II, n'a que 15 ans et est initialement guidé par l'archevêque de Braga .
Les tensions persistent et Sanche II préfère se concentrer sur ses campagnes militaires plutôt que sur les conflits internes croissants .
En 1237, le roi est en conflit avec les évêques de Lisbonne, Guarda et Braga,. 
En février 1245, le pape Innocent IV déclare nul le mariage de Sanche II de Portugal avec Mécia Lopes de Haro et publie la bulle « Inter alia desiderabilia ». Le 24 juillet de la même année, la bulle « Grandi non immerito » déclare Sanche II « rex inutilis » (roi inutile), et soutient le transfère de la couronne portugaise au Comte de Boulogne, Alphonse, ce qui conduit à la guerre civile .
En août 1245, des factions nobles rivales se battent à Gaia, entraînant la mort de Rodrigo Sanches de Portugal , et d'Abril Peres de Lumiares , tous deux partisans du Comte de Boulogne, face à l'armée de Martim Gil de Soverosa ,. Pendant ce temps, Alphonse, aux côtés des évêques exilés et nobles, se prépare à prendre le pouvoir .

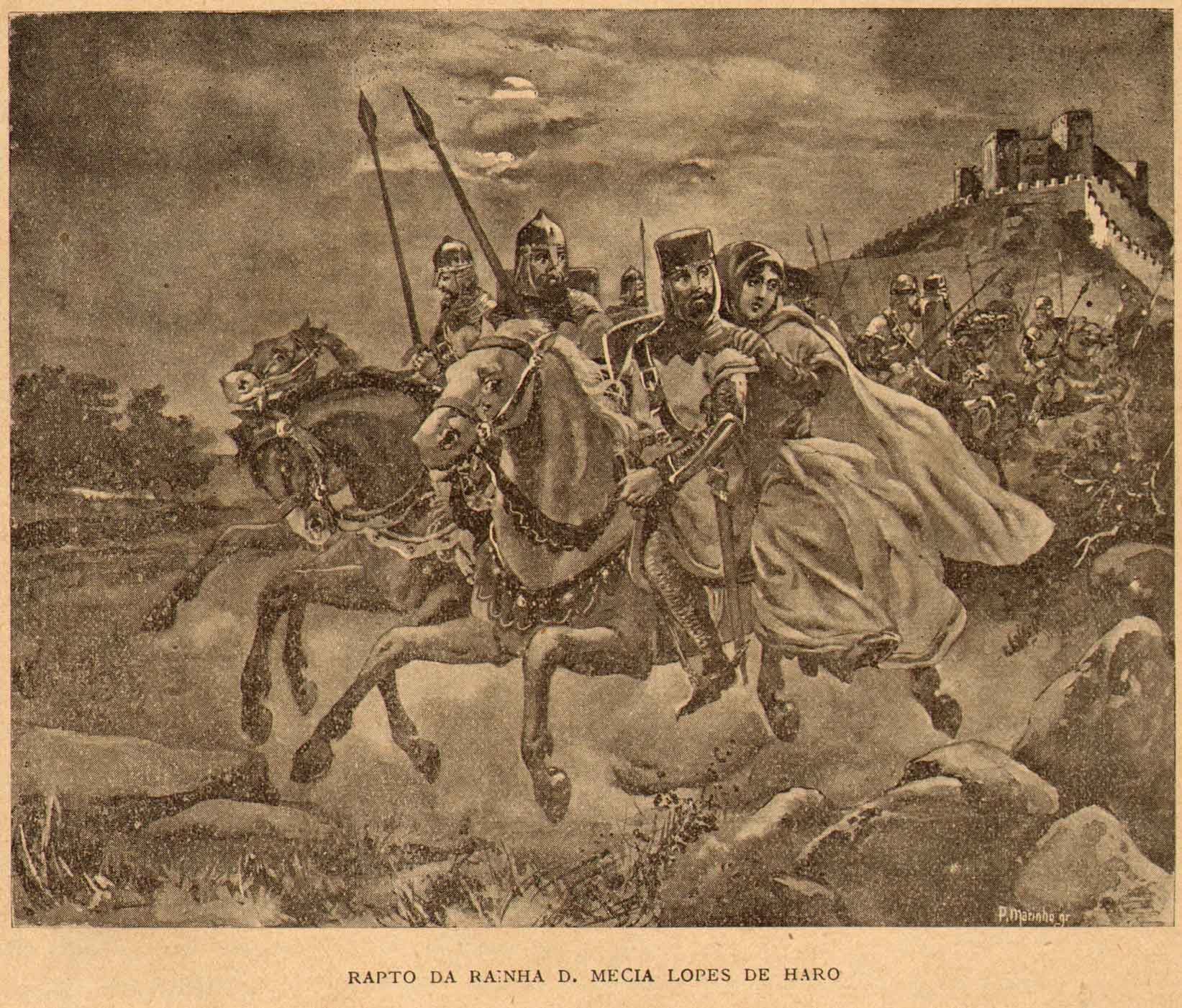
Enlèvement de la reine Mécia Lopes de Haro, Illustration d'Alfredo Roque Gameiro.

Le Comte de Boulogne débarque à Lisbonne entre fin décembre 1245  et début janvier 1246 . À son arrivée, Alphonse tourne son attention vers Coimbra, le principal bastion de Sanche II. Lors du siège, la reine Mécia est capturée à l'été 1246 mais le Comte de Boulogne ne réussit pas à prendre la ville. Il décide alors de se concentrer sur Óbidos et Leiria ,.
Il entre à Leiria, le 2 avril 1246, après une certaine résistance des défenseurs. Plusieurs partisans de Sanche II de Portugal sont tués tandis que d'autres, comme Vasco Gil de Soverosa, sont capturés ,. Le conflit atteint une impasse, lorsque Sanche II perturbe les lignes d'approvisionnement du Comte de Boulogne à Leiria .
Le 13 janvier 1247, Sanche II, accompagné des forces castillanes commandées par l'Infant Alphonse de Castille et Diego López de Haro , tente de reprendre le contrôle de Leiria ,. Lors de l'attaque, les troupes de Sanche II et d'Alphonse de Castille causent plus de deux cents morts parmi les forces du Comte de Boulogne  mais elles ne parviennent pas à lui reprendre la ville .
Après leur défaite à Leiria, les forces de Sanche II et d'Alphonse de Castille entament leur retraite vers le royaume de León .  Trouvant toute résistance impossible, l'Infant Alphonse de Castille quitte le Portugal et Sanche II est finalement contraint à l'exil à la fin de 1247 puis meurt à Tolède en janvier 1248 ,,.

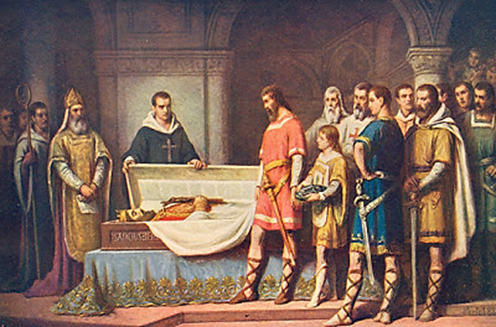
Martim de Freitas vérifiant la mort du roi Sanche II à Tolède.

Martim de Freitas, gouverneur de Coimbra, continue de contrôler la capitale du pays pour le roi Sanche II jusqu'à la confirmation de sa mort et n'accepte de capituler qu'après vérification de son corps dans le cercueil à Tolède .
Le comte Alphonse est acclamé souverain du Portugal en 1247, après que Sanche II soit parti en exil en Castille, puis entame un processus de pacification et de centralisation du pays . Jusqu'à la mort de son frère et son propre couronnement, Alphonse utilise le titre de « Visitador, Curador e Defensor do Reino » (Surveillant, conservateur et défenseur du Royaume) .

### Règne

#### Politique étrangère et réformes administratives

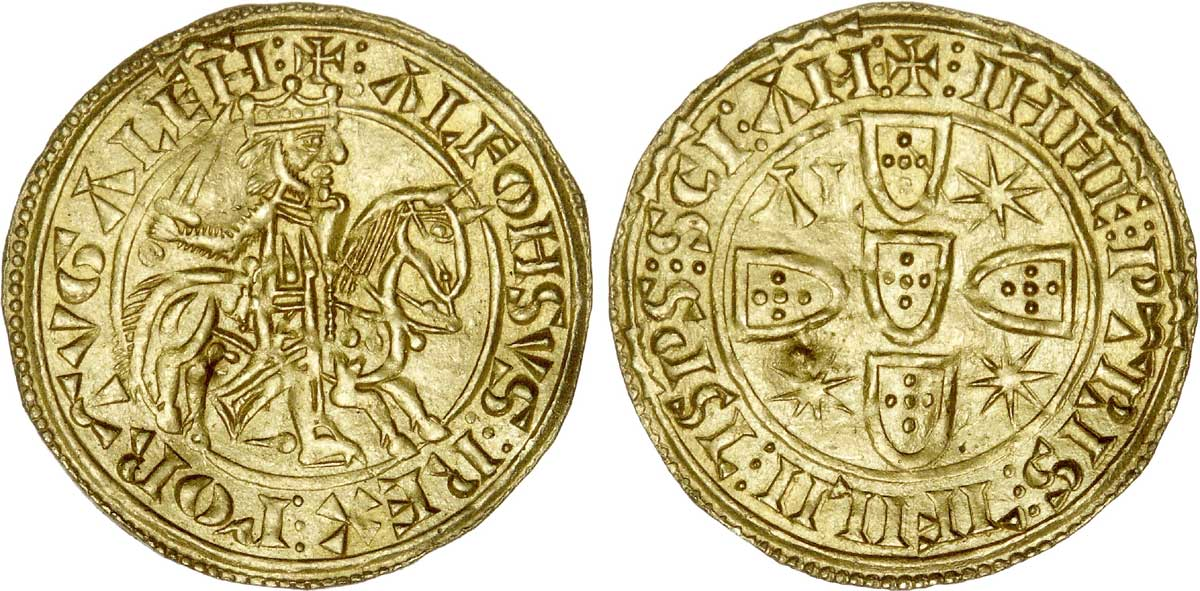
Marabotin à l'effigie d'Alphonse III dit le Boulonnais.

En 1248, il succède à son frère, Sanche II, en tant que cinquième roi de Portugal (il prend également le titre de « roi de l'Algarve » à partir de 1249 ) et renonce au comté de Boulogne pour accéder au trône portugais .
En Algarve, le roi termine la Reconquista portugaise contre les Maures avec la prise de Faro en 1249 , puis convoque les Cortes portugaises de Guimarães en 1250 . 
En 1253, afin d'apaiser les tensions avec la Castille qui revendique également l'Algarve, Alphonse III divorce de la comtesse Mathilde de Dammartin pour épouser Béatrice de Castille, fille illégitime d'Alphonse X de Castille et de Mayor Guillén de Guzmán . En 1267, le traité de Badajoz met définitivement fin au conflit, en fixant la frontière sur le Guadiana . 
Alphonse III participe au renforcement du pouvoir royal en multipliant les délégations d'officiers royaux, le contrôle des juges et des petits seigneurs, dans tout le pays. Cela permet de mettre un terme à l'anarchie qui s'est installée sous le règne de son frère .
En 1254, il convoque à Leiria la réunion des Cortes avec des représentants de toute la société du royaume et propose une législation limitant les privilèges de la noblesse. Des enquêtes générales sont menées sur ses ordres, à partir de 1258, afin de permettre au roi de contrôler le pouvoir de la noblesse et de découvrir si les biens qui appartiennent légitimement à la Couronne sont usurpés . 
Alphonse III organise l'administration publique et favorise le développement des villes .
En 1255, il transfère la capitale du Royaume portugais de Coimbra à Lisbonne, dont il apprécie davantage les conditions de résidence .
À partir de 1270, le roi négocie avec Alphonse X de Castille la suppression de l'aide militaire perpétuelle que le Portugal doit au royaume de León, désormais uni à celui de Castille depuis 1230 .
Son règne est une période de progrès social, de croissance des surfaces agricoles et d'augmentation de l'influence des juristes défenseurs du droit romain .

#### Conflits avec l'Église et fin de règne

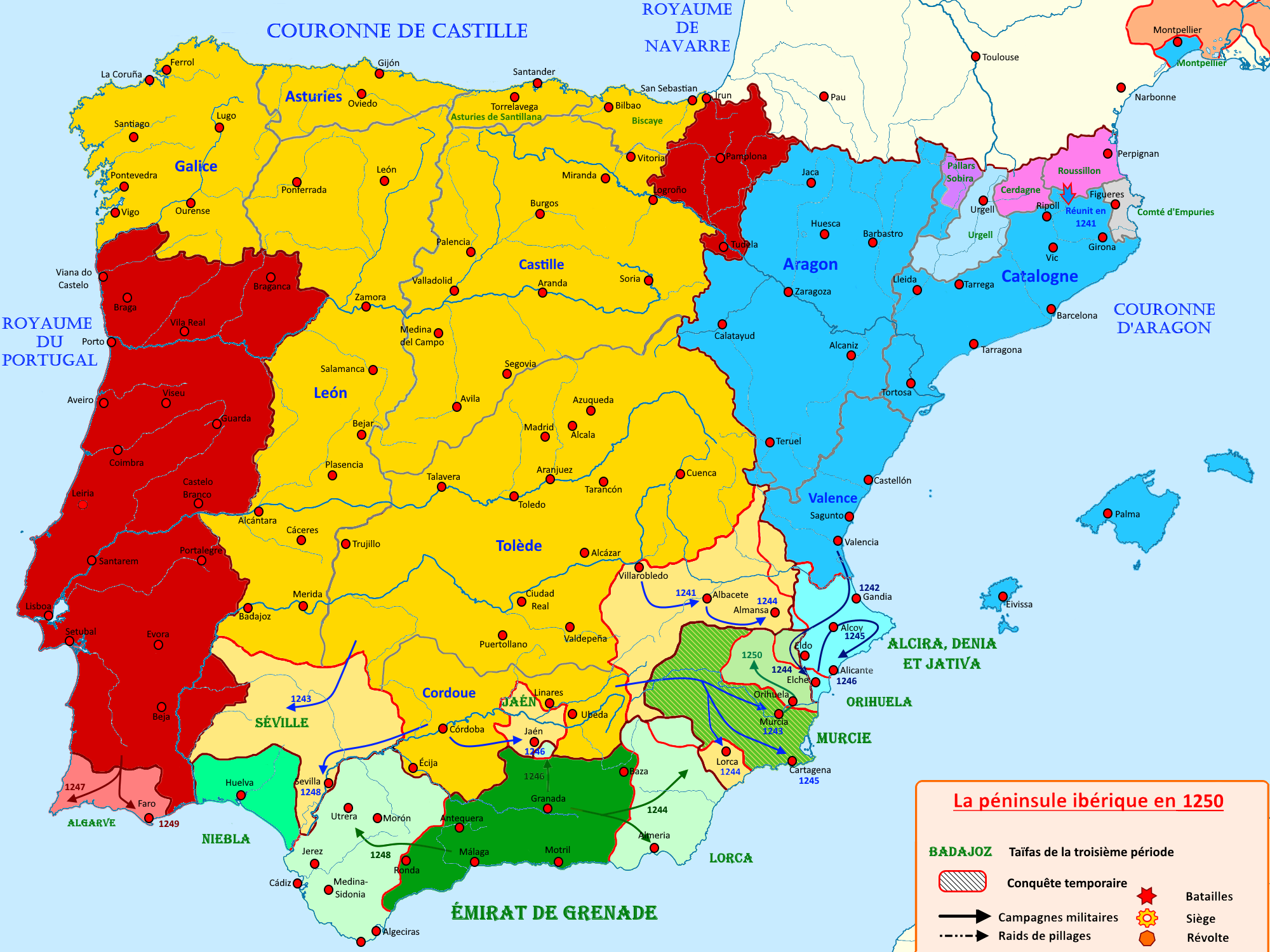
Le Portugal en 1250.

Ses réformes administratives suscitent l'hostilité de l'Église catholique. Il est excommunié en 1268 par l'archevêque de Braga, par les évêques de Coimbra et de Porto, ainsi que par le pape Clément IV. Le clergé approuve quarante-trois plaintes contre le roi, dont certaines concernent le prélèvement de la dîme, l'utilisation des fonds, l'emprisonnement et l'exécution de clercs, les menaces de mort à l'encontre d'ecclésiastiques ou encore la nomination de juifs à des hauts postes. Il aggrave le conflit en favorisant les ordres mendiants et est accusé par le clergé de soutenir la spiritualité étrangère. Ce conflit provient aussi du renforcement par le roi du pouvoir municipal face à ceux de l'Église et de la noblesse .
Alphonse III devient très populaire auprès du peuple à la suite de l'abolition de l'anuduva (obligation de travailler gratuitement dans la construction et la réparation d'ouvrages diverses) et reçoit le soutien des Cortes de Santarém en janvier 1274. Malgré cela, le pape Grégoire X fait également excommunier le roi, ce qui a peut-être précipité son décès le 16 février 1279 ainsi que l'accession prématurée au trône de son fils Denis . 
À sa mort en 1279, Alphonse III jure obéissance à l'Église et lui restitue tout ce qui lui a été pris. Face à cette attitude, l'abbé d'Alcobaça lève son excommunication et le défunt roi est enterré au Monastère d'Alcobaça ,.

## Mariages et descendance

### Enfants légitimes
Alphonse III se marie deux fois :
1º. Mathilde de Dammartin, qu'il répudie en 1253 pour épouser Béatrice de Castille , avec qui il a :
- Robert (né en 1239 et mort jeune) ou Pierre Robert (né vers 1239 et mort vers 1267), « comte titulaire de Boulogne », considéré comme un bâtard de la comtesse Mathilde. La reine Catherine de Médicis, se considérant comme sa descendante, établit sur cette ascendance ses « droits » à la couronne de Portugal à la mort du Cardinal-Infant Henri Ier de Portugal en 1580 [39];
- un fils, né en 1240 et mort très jeune.

2º. Béatrice de Castille (1242-1303) qui lui donne huit enfants :
- Blanche (née le 25 février 1259 - morte après 1321), infante de Portugal, abbesse du couvent de Huelgas près de Burgos [40],[41];
- Ferdinand (né vers 1260 - mort en 1262 ou 1269); selon Frederico Francisco Stuart de Figanière e Morão, le prince meurt en 1262 et est enterré au monastère d'Alcobaça [42] bien que « la seule fois où il est mentionné dans la documentation est en 1269 et il serait né puis décédé la même année » [43].
- Denis Ier (1261-1325), futur roi de Portugal [44],[45];
- Alphonse (1263-1312), infant de Portugal, seigneur de Portalegre, épouse l'infante Yolande de Castille [45];
- Sancha, infante de Portugal (née le 2 février 1264 - morte en 1302) [46],[45];
- Marie de Portugal (1265–1266), décédée avant l'âge d'un an [45] ;
- Constance (1266-1271), infante de Portugal; elle est mentionnée dans certaines chroniques. Cette supposée fille serait morte très jeune à Séville et aurait été enterrée au monastère d'Alcobaça [47].
- Vincent (22 janvier 1268 - 1268), infant de Portugal [44] est décédé la même année de sa naissance, selon l'inscription sur sa tombe au monastère d'Alcobaça [45].

### Enfants illégitimes
Le roi a plusieurs maîtresses dont:
1º. Madragana Ben Aloandro, fille du mozarabe Aloandro Ben Bakr, avec qui il a :
- Martin Afonso Chichorro (1250-1313) [48],[49];
- Urraca Afonso de Portugal (vers 1260-après 1290) [50],[51].

2º. Maria Peres de Enxara, avec qui il a :
- Alfonso Dinis (1260-1310)[52],[49].

3º. Elvira Esteves, avec qui il a:
- Leonor Afonso (décédée en 1259), religieuse au monastère de Santa Clara à Santarém [53].

4º. D'autres femmes, avec qui il a:
- Fernando Afonso, chevalier hospitalier [49];
- Gil Afonso (1250–1346), chevalier hospitalier;[49],[54].
- Rodrigo Afonso (1258 – 10 septembre 1302), prieur de Santa Maria da Alcáçova de Santarém[55],[56],[57];
- Leonor Afonso (née en 1250), dame de Pedrógão et Neiva [56];
- Urraca Afonso (décédée le 4 novembre 1281), vit dans le monastère de Lorvão [53].

## Titre complet
Roi de Portugal et de l'Algarve , comte de Boulogne par la grâce de Dieu